# بلوار اندرزگو
۳۵°۴۸′۰۰۹″ شمالی ۵۱°۲۷′۰۲۸″ شرقی / ۳۵٫۸۰۲۵۰°شمالی ۵۱٫۴۵۷۷۸°شرقی

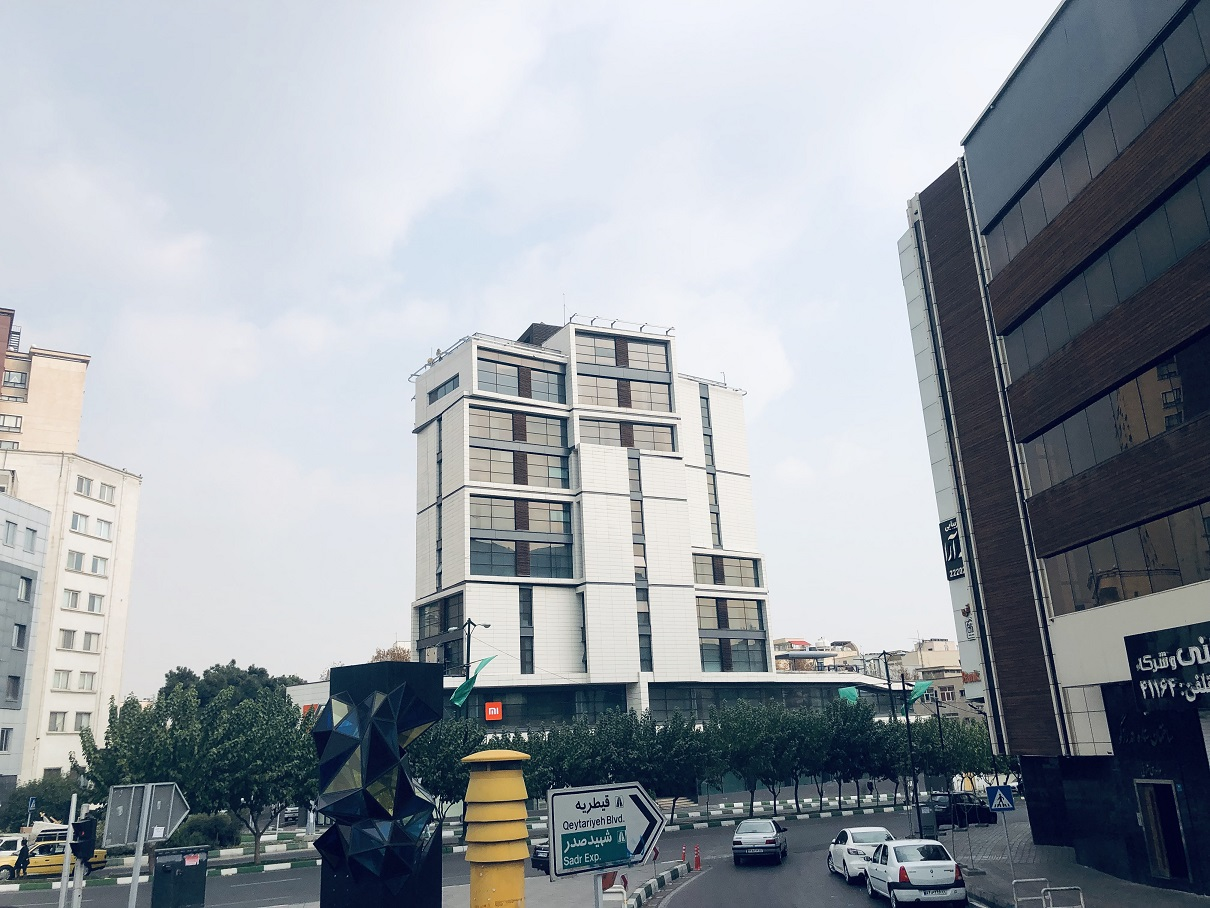

بلوار شهید اندرزگو یکی از خیابان‌های شمال شرقی شهر تهران است. این بلوار که در منطقه ۱ شهرداری تهران قرار گرفته‌است، از چهارراه کامرانیه در شرق آغاز و پس از گذر از ۳۵ متری قیطریه، به بلوار کاوه در غرب منتهی می‌شود. محله‌های کامرانیه، فرمانیه، قیطریه و چیذر در حوالی این بلوار قرار دارند.
این بلوار به افتخار سید علی اندرزگو، تروریست مسلح ضد حکومت پهلوی نامگذاری گردیده‌است که توسط ساواک خنثی شد.
ساخت این بلوار در سال ۱۳۸۳ شروع و در سال ۱۳۸۵ با هزینه ۵۰۰ میلیارد ریالی به پایان رسیده‌است؛ طول بلوار اندرزگو ۳ کیلومتر و عرض آن ۳۵ متر است و جهت شرقی-غربی دارد.
در حاشیه بلوار اندرزگو تعداد زیادی آبمیوه‌فروشی و رستوران فست فود وجود دارد. این خیابان به یکی از مراکز اصلی برای گردش‌های شبانه جوانان تهرانی بدل شده‌است. به همین سبب، نیمه‌شب‌ها در این بلوار بار ترافیکی بسیار سنگینی وجود دارد.

## تقاطع‌ها و برخوردها
| از شرق به غرب | از شرق به غرب    | از شرق به غرب |
| --- | ---------------- | ------------- |
| خیابان کامرانیه شمالی (بازدار) خیابان کامرانیه جنوبی (پاشاظهری) خیابان فرمانیه (شهید دکتر لواسانی) شرقی خیابان فرمانیه (شهید دکتر لواسانی) غربی | چهارراه کامرانیه |               |
| خیابان صالحی | میدان صالحی      |               |
| خیابان وطن‌پور |                  |               |
| خیابان سلیمی |                  |               |
| خیابان ۳۵ متری قیطریه خیابان سلیمانی (حکمت) |                  |               |
| بلوار کاوه بلوار صبا |                  |               |
| از غرب به شرق |                  |               |

## خطوط حمل و نقل عمومی
تنها خط اتوبوسرانی عبوری از این بلوار خط ۲۱۷ شهرک صدف به بلوار صبا (متروی قیطریه) که سرتا سر آن را پوشش می‌دهد:
- خط ۲۱۷ شهرک صدف به بلوار صبا در مسیر شهرک صدف و نفت، مینی سیتی، بلوار ارتش، نارنجستان هفتم، خیابان لواسانی (فرمانیه)، بلوار شهید اندرزگو، قیطریه و بلوار صبا[۵]